# Gran campanya de Badr
L'anomenada gran campanya de Badr fou una batalla entre musulmans i mequís que va tenir lloc a Badr el 17 de març del 624.

## Antecedents
Per escapar de la persecució dels ciutadans de la Meca, Mahoma i molts dels seus seguidors musulmans van emigrar cap a la veïna ciutat de Medina el 622, que es trobava en un oasi en la principal ruta comercial de la Meca. Les tensions entre les dues viles van créixer fins que l'any 623 els musulmans van iniciar una sèrie d'atacs contra les caravanes dels quraix, la tribu dominant de la Meca hostil al missatge de Mahoma.
Tot i que molts musulmans eren quraixites, creien que tenien dret a aquests incursions doncs havien estat expulsats de les seves propietats, cases i tribus, un delicte greu en l'hospitalitat aràbiga. Els atacs també van proporcionar un mitjà d'independència econòmica a la comunitat musulmana de Medina, on la seva posició política estava lluny de ser segura. La Meca, òbviament, tenia una opinió diferent, veient les incursions musulmanes com a bandidatge en el millor dels casos, però sobretot com una possible amenaça per als seus mitjans de vida i el prestigi.
Al final de 623 i principi del 624, els atacs musulmans van ser cada cop més descarats i habituals. Al setembre de 623, Mahoma mateix va encapçalar una força de 200 homes en un atac fallit contra una gran caravana, i poc després foren els mequís qui van atacar Medina, encara que només per robar bestiar. El gener de 624, els musulmans van emboscar una caravana de Meca prop Nakhlah, a quaranta quilòmetres als afores de la Meca, matant a un dels guàrdies i formalment inaugurant una disputa de sang amb els mequís, iniciada el mes de ràjab, un mes de treva sagrada pels mequís, en què es prohibia la lluita, sent una clara afronta a les seves tradicions paganes.

## Batalla
Mahoma es va assabentar que una caravana conduïda per Abu-Sufyan ibn Harb, cap del clan dels omeies, tornava de Gaza a la Meca i va reunir tres-cents homes, dels quals entre 82 i 86 eren emigrants, 61 al-Aws i 170 al-Khàzraj, amb setanta camells i dos cavalls per tal d'interceptar-la. Abu-Sufyan, per la seva banda, per por d'un atac, va demanar a la Meca l'enviament d'una força de protecció que hi va anar, dirigida per Abu-Jahl, del clan de Makhzum, amb 1300 homes, entre els quals hi havia 100 genets i 600 homes amb armadura, i 700 camells, i van fer que la caravana canviés de ruta per evitar l'atac de Mahoma, comunicant a les forces de protecció que anaven per la ruta habitual.
Creient que la caravana estava suficientment resguardada, uns 400 homes es van retirar, però Abu-Jahl va decidir atacar igualment Mahoma, dirigint-se a les fonts de Badr, on es trobava Mahoma amb els seus homes, però van arribar havent esgotat la reserva d'aigua, i els musulmans, que ho sabien per dos homes que havien capturat, van acampar en una de les fonts i van destruir les altres, a més, aquella nit va ploure, dificultant els moviments dels mequís.
La batalla es va iniciar quan tres mequís van desafiar a un combat als musulmans, i es van presentar tres homes, però els mequís van rebutjar-los, demanant tres membres del clan de Mahoma, i es van presentar Alí ibn Abi-Tàlib, Hamza ibn Abd-al-Múttalib i Ubayda ibn al-Hàrith, que van vèncer els campions mequís, però Ubaydah va quedar malferit.
Els musulmans es van mantenir en la part més alta del camp amb ordres de no atacar fins a rebre l'ordre, responent als atacants amb fletxes, mentre Mahoma tenia la visió de l'ajut diví en forma d'àngels muntats, i va agafar un grapat de sorra llençant-lo a l'aire i va aparèixer una turmenta de sorra, mentre els atacants retrocedien i els musulmans reberen l'ordre de Mahoma de contraatacar, vencent en la batalla.

## Conseqüències
La victòria va donar prestigi als musulmans i el va fer perdre als mequís, que van perdre una part dels seus dirigents. Un fill d'Abu Sufyan, Hanzala, va morir i un altre, Amr ibn Hixam, fou fet presoner encara que després fou alliberat; el seu sogre Utba ibn Rabiah també va morir.
Ubayda ibn al-Hàrith, malferit en el combat dels campions, va morir dies més tard, convertint-se en el primer màrtir de l'islam.